# Recensement néo-zélandais de 2018
Le recensement néo-zélandais de 2018 est le trente-quatrième recensement national en Nouvelle-Zélande, qui a lieu le mardi 6 mars 2018. La population de la Nouvelle-Zélande est de 4 699 755, soit une augmentation de 457 707 (10,79 %) par rapport au recensement de 2013.
Les résultats du recensement de 2018 sont rendus publics le 23 septembre 2019 sur le site Web de Statistics New Zealand. Le prochain recensement néo-zélandais devrait avoir lieu en mars 2023.

## Histoire

### Contexte
La loi de 1877 sur le recensement exige que des recensements se déroulent tous les cinq ans. Ils se déroulent depuis 1881, à l'exception de ceux de 1931 et 1941 et de celui de 2011 qui est annulé en raison du séisme de février 2011 à Christchurch, qui déplace de nombreux habitants de Canterbury de leurs maisons quelques semaines avant le jour du recensement. Il est reprogrammé pour mars 2013, de sorte que le recensement de 2013 est le dernier recensement effectué avant celui-ci.

### Problèmes et controverses
En juillet 2018, on estime que le recensement de 2018 a un taux de réponse complète ou partielle de 90 %, contre 94,5 % lors du recensement de 2013. Cette baisse, qui équivaut déjà au taux de réponse le plus bas depuis cinquante ans, est imputée à une politique préconisant l'emploi du numérique,. Un examen indépendant est lancé par le gouvernement en octobre 2019 et, en novembre, Statistics NZ annonce que la publication des données du recensement serait repoussée à au moins avril 2019 en raison de la nature complexe de la tâche.
Début avril 2019, la statisticienne du gouvernement, Liz MacPherson, fait face à de possibles accusations d'outrage au Parlement. Elle refuse à deux reprises, le 13 février et début avril, de divulguer le nombre de réponses partiellement et intégralement remplies. Le 9 avril, elle signale qu'un Néo-Zélandais sur sept, soit 700 000 personnes, n'a pas complété le recensement.
En juillet 2019, l'enquête indépendante rend ses conclusions au gouvernement, au ministre des statistiques et au commissaire aux services de l'État, signalant que trop peu d'attention a été accordée aux aspects non numériques du recensement. Il blâme également la complexité opérationnelle et les défauts de gestion. En raison d'une décision de mener le recensement principalement en ligne, le recensement attire un taux de réponse de 83 %, encore inférieur aux 90 % signalés précédemment, et bien en deçà de l'objectif de pourcentage de recensement de 94 % par rapport au précédent Recensement.
Le 13 août 2019, le rapport est rendu public et Liz MacPherson présente sa démission, assumant la responsabilité ultime des résultats,. Le commissaire aux services de l'État, Peter Hughes, demande à MacPherson de préserver sa fonction jusqu'à Noël 2019,.

## Projections
Statistics New Zealand réalise chaque année des projections démographiques pour la Nouvelle-Zélande dans son ensemble, basées sur les données du recensement précédent (dans ce cas, le recensement de 2013) et calculées à l'aide d'une méthode de composante de cohorte. Les projections démographiques tiennent également compte des naissances, des décès et de la migration nette. En 2016, la population de la Nouvelle-Zélande au moment du recensement de 2018 se situe entre 4 807 000 et 4 944 000.

## Résultats
Les données utilisent un arrondi aléatoire fixe pour protéger la confidentialité ; chaque point de données est arrondi soit au multiple de 3 le plus proche soit au multiple de 3 le plus proche.
Le recensement de la population résidant habituellement en Nouvelle-Zélande est un décompte de toutes les personnes qui vivent habituellement et sont présentes dans le pays le soir du recensement (6 mars 2018), et exclut les visiteurs étrangers et les résidents néo-zélandais temporairement à l'étranger.
En raison du taux élevé d'absentéisme au recensement, les résultats publiés combinent les réponses des formulaires de recensement avec les données du Recensement de 2013 et les données administratives du gouvernement. Les rapports du comité indépendant incluent des notes de qualité pour chaque variable, en tenant compte des données ajoutées.

### Population et répartition
Chiffres de répartition de la population dans les régions de la Nouvelle-Zélande.
| Région              | Population          | Population       | Changement | Changement |
| Région              | Recensement de 2013 | Recensement 2018 | Changement | pp         |
| ------------------- | ------------------- | ---------------- | ---------- | ---------- |
| Northland           | 151 689             | 179 076          | 27 387     | 18,05      |
| Auckland            | 1 415 550           | 1 571 718        | 156 168    | 11,03      |
| Waikato             | 403 638             | 458 202          | 54 564     | 13,52      |
| Baie de l'Abondance | 267 744             | 308 499          | 40 755     | 15,22      |
| Gisborne            | 43 656              | 47 517           | 3 861      | 8,84       |
| Hawke's Bay         | 151 179             | 166 368          | 15 189     | 10,05      |
| Taranaki            | 109 608             | 117 561          | 7 953      | 7,26       |
| Manawatu-Whanganui  | 222 672             | 238 797          | 16 125     | 7,24       |
| Wellington          | 471 315             | 506 814          | 35 499     | 7,53       |
| île du Nord         | 3 237 048           | 3 594 552        | 357 504    | 11         |
| Tasman              | 47 154              | 52 389           | 5 235      | 11,10      |
| Nelson              | 46 437              | 50 880           | 4 443      | 9,57       |
| Marlborough         | 43 416              | 47 340           | 4 014      | 9,25       |
| Côte ouest          | 32 148              | 31 575           | 573        | 1,78       |
| Canterbury          | 539 436             | 599 694          | 60 258     | 11.17      |
| Otago               | 202 467             | 225 186          | 22 719     | 11.22      |
| Southland           | 93 342              | 97 467           | 4 125      | 4.42       |
| île du sud          | 1 004 397           | 1 104 537        | 100 140    | 9,97       |
| Zone hors région    | 600                 | 669              | 69         | 11.50      |
| Nouvelle-Zélande    | 4 242 048           | 4 699 755        | 457 707    | 10.79      |

- Le nombre de résidents est de 4 699 755, en hausse de 457 707 par rapport au recensement de 2013[2].
  - Il y a 2 319 558 hommes en Nouvelle-Zélande (49,35 % de la population) et 2 380 197 femmes (50,65 % de la population)[17].
- En moyenne, la population augmente d'environ 2,1 % par an depuis le recensement de 2013, ce qui est nettement supérieur à la croissance annuelle moyenne entre 2006 et 2013, qui est de 0,7 %[2].
  - Le taux de croissance plus élevé est cohérent avec une migration nette plus élevée de 259 000 au cours des cinq années terminées le 30 juin 2018, contre 59 000 au cours des sept années terminées le 30 juin 2013[2].
- Parmi les enfants (moins de 15 ans), les hommes sont plus nombreux que les femmes, avec environ 105 garçons pour 100 filles. Le ratio diminue avec l'âge : il y a 104 hommes pour 100 femmes dans le groupe d'âge de 15 à 29 ans, 95 hommes pour 100 femmes de 30 à 64 ans et 87 hommes pour 100 femmes de 65 ans ou plus[2].
- Il y a au total 1 855 962 logements privés occupés et inoccupés, soit 108 558 de plus qu'en 2013[2].
  - Dix pour cent des logements privés sont inoccupés[2].

### Lieu de naissance
En 2018, 3 370 122 personnes (71,7 %) sont nées en Nouvelle-Zélande, dont 1 329 633 (28,3 %) à l'étranger.
| Lieu de naissance                   | Réponses  | Réponses | Changement depuis 2013 | Changement depuis 2013 |
| Lieu de naissance                   | Nombre    | %        | Nombre                 | pp                     |
| ----------------------------------- | --------- | -------- | ---------------------- | ---------------------- |
| Nouvelle-Zélande                    | 3 370 122 | 71,71    | 389 298                | 1.44                   |
| À l'étranger                        | 1 329 633 | 28.29    | 327 846                | 4.68                   |
|                                     |           |          |                        |                        |
| Angleterre                          | 210 915   | 4.49     | 4 674                  | 0,92                   |
| Chine continentale                  | 132 906   | 2,83     | 43 785                 | 0,73                   |
| Inde                                | 117 348   | 2,50     | 50 172                 | 0,91                   |
| Australie                           | 75 696    | 1.61     | 12 984                 | 0,04                   |
| Afrique du Sud                      | 71 382    | 1.52     | 17 104                 | 0,61                   |
| Philippines                         | 67 632    | 1.44     | 30 333                 | 0,50                   |
| Fidji                               | 62 310    | 1.33     | 9 555                  | 0,01                   |
| Samoa                               | 55 512    | 1.18     | 4 851                  | 0,09                   |
| Corée du Sud                        | 30 975    | 0,66     | 4 374                  | 0,01                   |
| États-Unis                          | 27 678    | 0,59     | 6 216                  | 0,05                   |
| Tonga                               | 26 856    | 0,57     | 4 443                  | 0,04                   |
| Écosse                              | 26 136    | 0,56     | 183                    | 0,09                   |
|                                     |           |          |                        |                        |
| Nombre total de personnes déclarées | 4 641 897 | 98,77    | –                      | –                      |
| Insuffisamment décrit               | 432       | 0,01     | –                      | –                      |
| Non indiqué                         | 57 426    | 1.22     | –                      | –                      |
| Total                               | 4 699 755 | 100      | 457 707                | 9,74                   |

### Origine ethnique
Il n'y a aucun changement dans les cinq principales ethnies entre les recensements de 2013 et 2018.
Les résultats totalisent plus de 100 % en raison des personnes déclarant plusieurs ethnies.
| Groupe ethnique        | Population | %     |
| ---------------------- | ---------- | ----- |
| Européen               | 3 372 708  | 71,76 |
| Européen néo-zélandais | 3 013 440  | 64,12 |
| Anglais                | 72 204     | 1,54  |
| Européen sud-africain  | 37,155     | 0,79  |
| Australien             | 29 349     | 0,62  |
| Européen               | 34 632     | 0,74  |
| Néerlandais            | 29 820     | 0,63  |
| Écossais               | 18 627     | 0,40  |
| Irlandais              | 17,835     | 0,38  |
| Allemand               | 16 818     | 0,36  |
| Européen américain     | 16 245     | 0,35  |
| Autre Européen         | 86 583     | 1,84  |
| Māori                  | 775 836    | 16,51 |
| Asiatique              | 718 995    | 15,30 |
| Chinois                | 231 387    | 4,92  |
| Indien                 | 221 916    | 4,72  |
| Phillipin              | 72 612     | 1,55  |
| Coréen                 | 35 664     | 0,76  |
| Japonais               | 18 141     | 0,39  |
| Indien des Fidji       | 15 132     | 0,32  |
| Asiatique              | 11 811     | 0,25  |
| Thai                   | 10 623     | 0,23  |
| Vietnamien             | 10 086     | 0,21  |
| Autres asiatiques      | 91 623     | 1,95  |
| Polynésiens            | 423 036    | 9,00  |
| Samoan                 | 182 721    | 3,89  |
| Tongan                 | 82,389     | 1,75  |
| Maori des Iles Cook    | 80 532     | 1,71  |
| Niuean                 | 30 867     | 0,66  |
| Fijian                 | 19 722     | 0,42  |
| MELAA                  | 72 231     | 1.54  |
| Amérique latine        | 27 756     | 0,59  |
| Moyen Orient           | 28 626     | 0,61  |
| Africains              | 15 849     | 0,34  |
| Autre                  | 58 104     | 1,24  |
| Néo-zélandais          | 45 330     | 0,96  |
| Autre                  | 8 757      | 0,19  |
| Non repris             | 4 017      | 0,09  |
| Total                  | 4 699 755  | 100   |

### Religion
La plupart des Néo-Zélandais, 48,5 % de la population, s'identifient comme étant sans religion.
| Affiliation religieuse            | Population | %     |
| --------------------------------- | ---------- | ----- |
| Sans religion                     | 2 278 185  | 48,47 |
| Sans religion                     | 2 264 601  | 48,19 |
| Atheisme                          | 7,068      | 0,15  |
| Agnosticisme                      | 6 516      | 0,14  |
| Chrétien                          | 1 738 638  | 37    |
| Anglican                          | 314 913    | 6,70  |
| Chrétien                          | 307 926    | 6,55  |
| Catholique romain                 | 295 743    | 6,29  |
| Presbytérien                      | 221 199    | 4,71  |
| Catholique                        | 173 016    | 3,68  |
| Saints des derniers jours         | 54 123     | 1,15  |
| Methodiste                        | 52 734     | 1.12  |
| Baptiste                          | 35 967     | 0,77  |
| Nouvelle naissance                | 33 486     | 0,71  |
| Pentecotiste                      | 22 296     | 0,47  |
| Témoins de Jéhovah                | 20,061     | 0,43  |
| Chrétien Koinonia                 | 18 042     | 0,38  |
| Adventiste                        | 17 799     | 0,38  |
| Assemblées de Dieu                | 14 883     | 0,32  |
| Méthodiste Tongan                 | 11 169     | 0,24  |
| Autre Chrétien                    | 145 281    | 3,09  |
| Hindouisme                        | 123 504    | 2,63  |
| Hindouisme                        | 121 644    | 2,59  |
| Autre Hindouisme                  | 1 890      | 0,04  |
| Islam                             | 61 455     | 1,31  |
| Islam                             | 57 276     | 1,22  |
| Sunnite                           | 2 961      | 0,06  |
| Autre Islam                       | 1 218      | 0,03  |
| Bouddhisme                        | 52 779     | 1,12  |
| Bouddhisme                        | 44 355     | 0,94  |
| Theravada                         | 4 851      | 0,10  |
| Zen                               | 1 401      | 0,03  |
| Mahayana                          | 1 026      | 0,02  |
| Autre Bouddhisme                  | 1 144      | 0,02  |
| Judaisme                          | 5 274      | 0,11  |
| Judaïsme                          | 3 348      | 0,07  |
| Autre judaïsme                    | 1,926      | 0,04  |
| Māori                             | 62 634     | 1,33  |
| Rātana                            | 43 821     | 0,93  |
| Ringatū                           | 12 336     | 0,26  |
| Croyances et philosophies Maories | 5 283      | 0,11  |
| Pai Mārire                        | 1 194      | 0,03  |
| New Age                           | 19 011     | 0,40  |
| Spiritualiste                     | 8 262      | 0,18  |
| Pagan                             | 2 730      | 0,06  |
| Rastafari                         | 1 707      | 0,04  |
| Wiccan                            | 1 482      | 0,03  |
| Autre religion New Age            | 1 311      | 0,03  |
| Satanisme                         | 1 149      | 0,02  |
| Autre                             | 91,239     | 1,94  |
| Sikh                              | 40 908     | 0,87  |
| Jedi                              | 20 409     | 0,43  |
| Pastafarisme                      | 4 248      | 0,09  |
| Baháʼí                            | 2 925      | ,06   |
| Taoisme                           | 1 098      | 0,02  |
| Zoroastrien                       | 1,068      | 0,02  |
| Autre                             | 20 583     | 0,44  |
|                                   |            |       |
| Refus de réponse                  | 312 795    | 6,66  |
|                                   |            |       |
| Total déterminé                   | 4 699 755  | 100   |
| Total recensé                     | 4 732 641  | N/A   |

### Langue
La grande majorité des Néo-Zélandais parlent anglais ; en deuxième place se trouve le maori, avec 4,0% de la population capable de le parler.
| Langue                                              | Population | %     |
| --------------------------------------------------- | ---------- | ----- |
| Anglais                                             | 4 482 135  | 95,37 |
| Maori                                               | 185 955    | 3,96  |
| Samoa                                               | 101 937    | 2.17  |
| Aucune langue (par exemple, trop jeune pour parler) | 101 751    | 2,17  |
| Chinois du Nord                                     | 95 253     | 2,03  |
| Hindi                                               | 69 471     | 1,48  |
| Français                                            | 55 116     | 1,17  |
| Yue                                                 | 52 767     | 1,12  |
| Sinitique                                           | 51 501     | 1,10  |
| Tagalog                                             | 43 278     | 0,92  |
| Allemand                                            | 41 385     | 0,88  |
| Espagnol                                            | 38 823     | 0,83  |
| Afrikaans                                           | 36 966     | 0,79  |
| Tongien                                             | 35 820     | 0,76  |
| Panjabi                                             | 34 227     | 0,73  |
| Coréen                                              | 31 323     | 0,67  |
| Fidji Hindi                                         | 26 805     | 0,57  |
| Japonais                                            | 24 885     | 0,53  |
| Néerlandais                                         | 23 343     | 0,50  |
| Langue des signes néo-zélandaise                    | 22 986     | 0,49  |
| Gujarati                                            | 22 200     | 0,47  |
| Autre                                               | 256 275    | 5,45  |
| Total des personnes sondées                         | 4 699 755  | 100   |
| Total des réponses                                  | 5 834 166  | N / A |

### Ascendance maorie
18,5 % des Néo-Zélandais ont au moins une descendance maorie.
| Indicateur d'ascendance maorie | Population | %     |
| ------------------------------ | ---------- | ----- |
| Ascendance maorie              | 869 850    | 18,51 |
| Pas d'ascendance maorie        | 3 715 050  | 79,04 |
| Ne sait pas                    | 114 855    | 2,44  |
| Total                          | 4 699 755  | 100   |

### Âge
Le groupe d'âge le plus important est celui des personnes âgées de 25 à 29 ans, qui représentent 7,3 % de la population.
| Âge                                  | Population | %     |
| ------------------------------------ | ---------- | ----- |
| 0–4                                  | 294 921    | 6,28  |
| 5–9                                  | 322 632    | 6,86  |
| 10–14                                | 305 847    | 6,51  |
| 15–19                                | 301 821    | 6,42  |
| 20–24                                | 317 400    | 6,75  |
| 25–29                                | 344 466    | 7,33  |
| 30–34                                | 317 034    | 6,75  |
| 35–39                                | 295 395    | 6,29  |
| 40–44                                | 291 345    | 6,20  |
| 45–49                                | 321 483    | 6,84  |
| 50–54                                | 308 589    | 6,57  |
| 55–59                                | 302 759    | 6,44  |
| 60–64                                | 260 901    | 5,55  |
| 65–69                                | 229 032    | 4,87  |
| 70–74                                | 183 636    | 3,91  |
| 75–79                                | 132 792    | 2,83  |
| 80–89                                | 85 362     | 1,82  |
| 85–89                                | 53 979     | 1,15  |
| 90–94                                | 23 817     | 0,59  |
| 95–99                                | 5 910      | 0,13  |
| 100–104                              | 606        | 0,01  |
| 105–109                              | 39         | 0,00  |
| 110+                                 | 0          | 0,00  |
|                                      |            |       |
| Mineurs (0–17)                       | 1 104 240  | 23,50 |
| Adultes en âge de travailler (18–64) | 2 880 345  | 61,29 |
| Aînés (65+)                          | 715 173    | 15,22 |
|                                      |            |       |
| Total                                | 4 699 755  | 100   |

### Sexe
| Sexe  | Population |
| ----- | ---------- |
| Homme | 2 319 558  |
| Femme | 2 380 197  |

### Revenu
| Revenu (NZD)          | Population | %    |
| --------------------- | ---------- | ---- |
| Négatif               | 20 625     | 0,55 |
| Sans revenu           | 257 310    | 6,81 |
| 1 $ à 5 000 $         | 210 705    | 5,58 |
| 5 001 $ à 10 000 $    | 177 423    | 4,70 |
| 10 001 $ à 15 000 $   | 262 197    | 6,94 |
| 15 001 $ à 20 000 $   | 375 282    | 9,94 |
| 20 001 $ à 25 000 $   | 306 639    | 8,12 |
| 25 001 $ à 30 000 $   | 210 132    | 5,56 |
| 30 001 $ à 35 000 $   | 186 087    | 4,93 |
| 35 001 $ à 40 000 $   | 212 724    | 5,63 |
| 40 001 $ à 50 000 $   | 364 719    | 9,66 |
| 50 001 $ à 60 000 $   | 309 375    | 8,19 |
| 60 001 $ à 70 000 $   | 234 606    | 6,21 |
| 70 001 $ à 100 000 $  | 361 317    | 9,57 |
| 100 001 $ à 150 000 $ | 176 310    | 4,67 |
| 150 001 $ ou plus     | 110 910    | 2,94 |
| Total                 | 3 776 355  | 100  |

### Secteur d'emploi
Les données correspondent au dénombrement de la population résidente habituelle du recensement des personnes occupées âgées de 15 ans et plus.
| Industrie (division ANZSIC)                          | Population | %    |
| ---------------------------------------------------- | ---------- | ---- |
| Agriculture, sylviculture et pêche                   | 143 127    | 5,85 |
| Exploitation minière                                 | 6 054      | 0,25 |
| Fabrication                                          | 238 413    | 9,75 |
| Services d'électricité, de gaz, d'eau et de déchets  | 18 006     | 0,74 |
| Construction                                         | 226 161    | 9,25 |
| Le commerce de gros                                  | 119 928    | 4,90 |
| Commerce de détail                                   | 219 132    | 8,96 |
| Services d'hébergement et de restauration            | 159 753    | 6.53 |
| Transport, poste et entreposage                      | 105 150    | 4,30 |
| Médias d'information et télécommunications           | 38 889     | 1,59 |
| Services financiers et d'assurance                   | 64 941     | 2,66 |
| Location, location et services immobiliers           | 49 122     | 2.01 |
| Services professionnels, scientifiques et techniques | 242 619    | 9,92 |
| Services administratifs et de soutien                | 111 648    | 4,57 |
| Administration publique et sécurité                  | 132 279    | 5,41 |
| Éducation et formation                               | 198 018    | 8,10 |
| Soins de santé et assistance sociale                 | 232 119    | 9,49 |
| Service des arts et des loisirs                      | 44 466     | 1,82 |
| Autres services                                      | 95 292     | 3,90 |
| Total                                                | 2 445 141  | 100  |

### Accession à la propriété
Les données sont pour le dénombrement de la population résidente habituelle du recensement des personnes âgées de 15 ans et plus.
| Accession à la propriété individuelle                 | Population | %     |
| ----------------------------------------------------- | ---------- | ----- |
| Détenu dans une fiducie familiale                     | 350 136    | 9,27  |
| Propriétaire ou en partie propriétaire                | 1 310 925  | 34,71 |
| Ni propriétaire, ni détenu dans une fiducie familiale | 1 548 078  | 40,99 |
| Autre                                                 | 567 213    | 15,02 |
| Total                                                 | 3 776 355  | 100   |

### Statut matrimonial
Les données sont pour le dénombrement de la population résidente habituelle du recensement des personnes âgées de 15 ans et plus.
| Statut de relation légalement enregistré | Population | %     |
| ---------------------------------------- | ---------- | ----- |
| Marié (non séparé)                       | 1 515 261  | 40,12 |
| Séparé                                   | 93 408     | 2,47  |
| Divorcé                                  | 244 857    | 6,48  |
| Conjoint veuf uni civilement             | 166 869    | 4,42  |
| Jamais marié et jamais uni civilement    | 1 099 722  | 29,12 |
| Autre                                    | 656 234    | 17,38 |
| Total                                    | 3 776 355  | 100   |